# 대만맥주

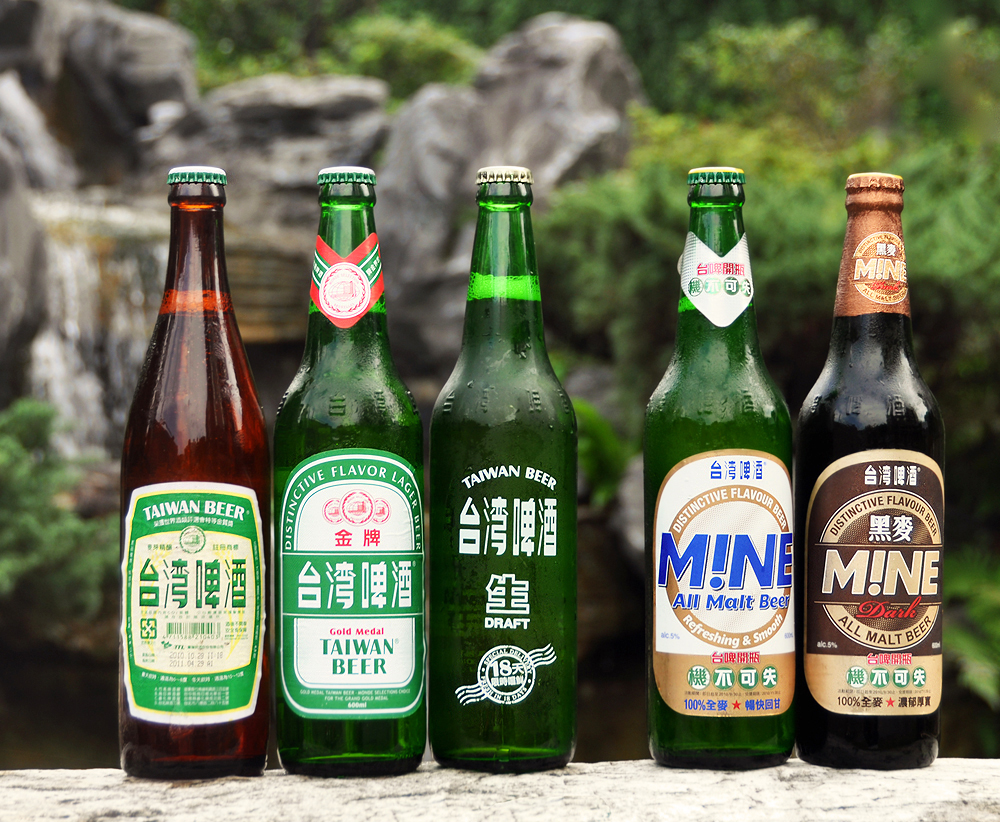
대만맥주의 여러 제품

대만맥주(중국어 간체자: 台湾啤酒, 정체자: 台灣啤酒, 병음: Táiwān píjǐu, 한자음: 대만비주, 민난어: Tâi-oân Bih-luh 따이우안 비루)는 타이완의 타이완 담배 주류 공사가 양조 및 판매하는 맥주로, 타이완 최대의 맥주 브랜드이다.
현재 타이완에 4개 공장 (타이베이, 먀오리, 타이중, 타이난)이 있다.